# GTR (ラジオ番組)
GTR（グレート•ティーチャー•リュータ）は、エフエム北海道（AIR-G'）にて放送されていた音楽情報番組。

## 出演
- DJ龍太

## 放送時間
- 毎週月曜 - 木曜 20:00 - 21:45